# Blacinae
Blacinae (лат.) — подсемейство паразитических наездников семейства Braconidae надсемейства  Ichneumonoidea подотряда стебельчатобрюхие отряда перепончатокрылые.

## Описание
Паразитоиды насекомых, главным образом жуков (Staphylinidae, Nitidulidae, Cryptophagidae, Scolytidae, Anobiidae, Curculionidae и Melyridae), некоторые паразитируют на двукрылых (Chloropidae, Cecidomyidae). Длина переднего крыла — 1,2—4,5 мм. Усики состоят из 14—35 сегментов, нижнечелюстные щупики — из 6 или 5 члеников, а нижнегубные — из 3 сегментов.

## Классификация
5 триб, около 15 родов и более 160 видов.
- Триба Blacini
  - Apoblacus — Blacometeorus — Blacus — Mesoxiphium — Palaeoblacus — Parasyrrhizus — Stegnocella

- Триба Blacozonini
  - Blacozona — Glyptoblacus — Grypokeros

- Триба Chalaropini
  - Chalarope

- Триба Dyscoletini
  - Dyscoletes — Hellenius

- Триба Xyeloblacini
  - Xyeloblacus

## Некоторые виды
- Blacometeorus Tobias, 1976
  - Blacometeorus brevicauda (Hellén, 1958)
  - Blacometeorus intermedius Tobias, 1976 — Чехия, Словакия
  - Blacometeorus pusillus (Hellén, 1958)
- Blacus Nees, 1818 (= Neoblacus Ashmead, 1900) — около 50 видов
  - Blacus achterbergi Haeselbarth, 1976
  - Blacus ambulans Haliday, 1835
  - Blacus armatulus Ruthe, 1861
  - Blacus bovistae Haeselbarth, 1973
  - Blacus canariensis van Achterberg & Guerrero, 2000
  - Blacus capeki Haeselbarth, 1973
  - Blacus groenlandicus van Achterberg, 2006
  - другие виды
- Hellenius
  - Hellenius semiruber (Hellén, 1958)
- Taphaeus
  - Taphaeus hiator (Thunberg, 1822)
  - Taphaeus rufocephalus (Telenga, 1950) — Германия
- Xyeloblacus
  - Xyeloblacus leucobasis van Achterberg & Altenhofer, 1997